# Massadio Haïdara
Massadio Haïdara (Trappes, Francia, 2 de diciembre de 1992) es un futbolista maliense que juega como defensa y su equipo es el Kocaelispor de la Superliga de Turquía.

## Carrera

### Nancy
Haïdara hizo su debut profesional el 11 de diciembre de 2010 en un partido de Liga contra el Sochaux. El 10 de enero de 2011 firmó su primer contrato profesional después de haber aceptado un acuerdo de tres años con el Nancy.

### Newcastle United
El 25 de enero de 2013, Haïdara firmó con el Newcastle United de la Premier League inglesa por una suma no publicada (£ 2.000.000 según los informes) para convertirse en el noveno jugador del primer equipo con nacionalidad francesa y el cuarto de cinco jugadores franceses firmados en el mercado de invierno de 2013. Hizo su debut con el Newcastle el 21 de febrero de 2013 en la Europa League contra el F.C. Metalist Járkov.
Haïdara entró como suplente en la primera mitad del partido contra el Wigan Athletic el 17 de marzo de 2013. A los pocos minutos, fue sacado en camilla y llevado al hospital como consecuencia de una entrada con la rodilla hecha por Callum McManaman; sólo sufrió moretones y volvió a la acción en el primer equipo el 11 de abril ante el Benfica.

### Racing club de Lens
En julio de 2018, luego de que su contrato con el Newcastle United terminara, el defensor francés fichó por el RC Lens de la Ligue 2 de Francia.

## Clubes
| Club                   | País       | Año       | Partidos | Goles |
| ---------------------- | ---------- | --------- | -------- | ----- |
| A. S. Nancy-Lorraine   | Francia    | 2010-2013 | 51       | 0     |
| Newcastle United F. C. | Inglaterra | 2013-2018 | 54       | 0     |
| R. C. Lens             | Francia    | 2018-2024 | 169      | 4     |
| Stade Brestois 29      | Francia    | 2024-2025 | 31       | 0     |
| Kocaelispor            | Turquía    | 2025-     |          |       |